# Stealing Beauty
Stealing Beauty (Franse titel: Beauté volée; Italiaanse titel: Io ballo da sola) is een Europese filmproductie uit 1996 geregisseerd door Bernardo Bertolucci. Hij schreef het scenario samen met Susan Minot. De film betekende de doorbraak voor Liv Tyler, de Franse filmster Jean Marais speelde zijn laatste rol als M. Guillaume.

## Verhaal
Na de zelfmoord van haar moeder reist de 19-jarige Lucy Harmon naar Toscane om er vrienden van haar moeder te gaan bezoeken. Ze komt terecht bij een bont gezelschap artistieke types die samen een prachtig Toscaans landgoed bewonen. Lucy heeft een dubbele agenda, ze wil achterhalen wie haar vader is aan de hand van het dagboek van haar moeder, en ze wil een Italiaanse jeugdliefde terug ontmoeten. Ze voelt zich klaar om haar maagdelijkheid op te geven en dit doet het bloed van alle aanwezige mannen sneller stromen.

## Rolverdeling
| Acteur         | Personage       |
| -------------- | --------------- |
| Liv Tyler      | Lucy Harmon     |
| Sinéad Cusack  | Diana Grayson   |
| Donal McCann   | Ian Grayson     |
| Jeremy Irons   | Alex Parrish    |
| Jean Marais    | M. Guillaume    |
| Rachel Weisz   | Miranda Fox     |
| Joseph Fiennes | Christopher Fox |
| D. W. Moffett  | Richard Reed    |

## Filmmuziek
1. Hooverphonic: "2 Wicky" (nummer van Burt Bacharach)
2. Portishead: "Glory Box" (nummer van Geoff Barrow)
3. Axiom Funk: "If 6 Was 9" (nummer van Jimi Hendrix)
4. John Lee Hooker: "Annie Mae"
5. Liz Phair: "Rocket Boy"
6. Stevie Wonder: "Superstition"
7. Nina Simone: "My Baby Just Cares for Me"
8. Billie Holiday: "I'll Be Seeing You"
9. Mazzy Star: "Rhymes of an Hour" (nummer van Hope Sandoval)
10. Cocteau Twins: "Alice"
11. Lori Carson: "You Won't Fall"
12. Sam Phillips: "I Need Love"

## Ontvangst
De film werd gemengd ontvangen, sommigen houden van de rustige en zweverige toon van de film, ondersteund door prachtige beelden van Toscane en goede filmmuziek, anderen vinden de film een oudemannen-fantasie met een neuzelende, leeghoofdige Liv Tyler.